# دنیل پاولویچ
دنیل پاولویچ (انگلیسی: Daniel Pavlović؛ زادهٔ ۲۲ آوریل ۱۹۸۸) بازیکن فوتبال دورگهٔ بوسنی و هرزگوین-سوئیسی است که در پست دفاع چپ بازی می‌کند.
از باشگاه‌هایی که در آن بازی کرده‌است می‌توان به باشگاه فوتبال کایزرسلاوترن، باشگاه فوتبال فرایبورگ، باشگاه فوتبال سمپدوریا، باشگاه فوتبال گراس‌هاپر زوریخ و باشگاه فوتبال فروزینونه اشاره کرد.
وی همچنین در تیم ملی فوتبال بوسنی و هرزگوین بازی کرده‌است.